# Jerónimo Tristante
Jerónimo Salmerón Tristante (Murcia, 1969) es un novelista español, conocido como Jerónimo Tristante, aunque también ha utilizado el seudónimo de Jero Salmerón.

## Biografía
Jerónimo Salmerón Tristante nació en Murcia en 1969. Estudió Biología en la Universidad de Murcia y, tras desempeñar diversos trabajos, actualmente (2022) es profesor de Biología y Geología de educación secundaria en el IES Cañada de las Eras, Molina del Segura, actividad que compagina con la de escritor.

## Trayectoria
Tras la publicación del libro de poemas Amanece en verde, publica en 2001 su primera novela, Crónica de Jufré. 
El escritor se ha centrado en novelas de misterio y aventuras, tanto con ambientación histórica como contemporánea. Se caracteriza por su rigurosa documentación histórica, reflejada en su prosa y en la ambientación de situaciones y personajes. En el conjunto de la narración el elemento histórico constituye el marco tan solo para el desarrollo del argumento, en la que predomina la acción y la intriga. Como él mismo reconoce, su serie de novelas protagonizadas por el inspector (y posteriormente detective) Víctor Ros es un reflejo de su admiración por Conan Doyle y por el folletín decimonónico y se han hecho estudios sobre el paralelismo entre la figura de este policía madrileño decimonónico y Sherlock Holmes.
Otro de los periodos temporales habitual en la narrativa del autor, sin abandonar el género negro o policiaco, es la guerra civil española (El rojo en el azul, El valle de las sombras, 36). 
En 2018 gana el premio de novela Ateneo de Sevilla con su novela Nunca es tarde , un thriller contemporáneo ambientado en el Pirineo aragonés, donde la desaparición de unas jóvenes parece repetir la investigación sobre unos crímenes que sucedieron en 1973.
Sus novelas han sido traducidas al italiano, al francés y al polaco.
En 2017 comenzó como articulista en el periódico La verdad de Murcia. En 2022 la Federación de Moros y Cristianos de Molina de Segura lo nombró pregonero de sus fiestas de este año.
La serie de novelas sobre Víctor Ros fue llevada a la pantalla por RTVE en 2013, siendo Carles Francino el actor que encarnó al detective creado por Jerónimo Tristante.

## Obras
- Crónica de Jufré. Tres Fronteras. 2003. ISBN 978-84-7564-263-5.
- El rojo en el azul. Inédita. 2005. ISBN 978-84-96364-39-4.
- El tesoro de los nazareos. Roca. 2009. ISBN 978-84-92429-48-6.
- 1969: un extraño caso de asesinato y corrupción en el año en que el hombre llegó a la Luna. Maeva. 2009. ISBN 978-84-96748-95-8.
- El Valle de las Sombras (2011).
- Océanos de tiempo. Debolsillo. 2012. ISBN 9788490324738.
- Nunca es tarde. Algaida. 2018
- Secretos. Algaida. 2019. ISBN 978-84-9189-085-0.
- 36. Algaida. 2022

### Saga Víctor Ros
1. El misterio de la Casa Aranda: Víctor Ros, un detective en el Madrid de finales del siglo XIX. Maeva. 2008. ISBN 978-84-96748-34-7.
2. El caso de la viuda negra: las investigaciones del detective Víctor Ros entre Madrid y Córdoba a finales del siglo XIX. Maeva. 2008. ISBN 978-84-96748-33-0.
3. El enigma de la calle Calabria: el detective Víctor Ros en Barcelona. Maeva. 2010. ISBN 978-84-92695-87-4.
4. La última noche de Víctor Ros. Plaza & Janés. 2013. ISBN 9788401354564.
5. Víctor Ros y los secretos de ultramar  (2021).
6. Víctor Ros y el gran robo del oro español. Plaza & Janés. 2015. ISBN 978-84-01-01585-4.

## Premios
- 2017: Premio Ateneo de Sevilla con Nunca es tarde [10]
- 2018: XII Premio Logroño de Novela con Secretos[11]